# إمغاتوزوماب
إمغاتوزوماب هو جسم مضاد وحيد النسيلة مأنسن مصمم لعلاج السرطان، فهو محفز للمناعة. طورته جنينتك/روش.